# Reinhard Walter Kaplan
Reinhard Walter Kaplan (* 1912 in Glauchau; † 16. Mai 2003) war ein deutscher Mikrobiologe.

## Leben und Werk
Kaplan studierte Botanik, Zoologie, Chemie und Geologie an der Universität Leipzig. Er erwarb hier zunächst einen Abschluss für das Lehramt und anschließend eine Promotion.
1937 ging er an das Kaiser-Wilhelm-Institut für Züchtungsforschung in Müncheberg. Hier beschäftigte er sich mit dem Thema Mutationsinduktion durch Röntgenstrahlung. Er untersuchte unter anderem Mutationen bei der Gerste. Von 1940 bis 1945 leistete er Militärdienst. Bereits in dieser Zeit entwickelte er Gedanken, wegen der kürzeren Generationenfolge Bakterien als Forschungsobjekte für die Mutationsgenetik heranzuziehen. Nach der Übernahme der Abteilung Mutationsforschung am MPI für Züchtungsforschung in Voldagsen führte er das Bakterium Serratia marcescens zu seinem Forschungsobjekt und „Haustier“ ein. Nach einem zweijährigen Forschungsaufenthalt bei Francis J. Ryan (1916–1963) an der Columbia University in New York nahm Kaplan 1955 eine Berufung auf den neu gegründeten Lehrstuhl für Mikrobiologie an der Universität Frankfurt/Main an. Hier baute er zunächst die Lehre in Allgemeiner Mikrobiologie und im Bereich der Mikrobengenetik auf. Auf Basis der Expertise aus seinen Strahlungsforschungen wurde Kaplan in die Strahlenschutzkommission der Bundesregierung berufen, um an der Ausarbeitung des Strahlenschutzgesetzes mitzuwirken. Er wurde auch Mitglied der Kommission zur Prüfung von Umweltchemikalien auf  Mutagenität bei der DFG.
Mitte der 1960er Jahre wurde Kaplan durch die aktuelle Forschungslage in der Molekulargenetik und Molekularbiologie zu intensiven Überlegungen über den Ursprung des Lebens auf der Früherde angeregt. Diese Überlegungen fanden Niederschlag in seinem viel beachteten, in zwei Auflagen herausgegebenen Werk „Der Ursprung des Lebens“. „In seiner unregelmäßig wiederkehrenden Vorlesung „Biologie und Weltbild“ versuchte Kaplan, die Stellung des Menschen im Gesamtgefüge der Natur zu erhellen.“ In solchen Zusammenhängen äußerte er sich auch zu Themen wie „Friedenssicherung, die ihm als aktivem Kriegsteilnehmer sehr am Herzen lag[en].“ 1977 wurde Reinhard W. Kaplan an der Universität Frankfurt emeritiert. Am 16. Mai 2003 starb Reinhard Walter Kaplan im Alter von 90 Jahren.

## Werke von R.W. Kaplan
- Über die Bildung der Stele aus dem Urmeristem von Pteridophyten und Spermatophyten, Würzburg 1937 (Dissertation)
- Der Ursprung des Lebens – Biogenetik, ein Forschungsgebiet heutiger Naturwissenschaft, dtv 1972 und Thieme 1988.